# Kodak DCS 300
La gamma Kodak DCS 300 comprende due fotocamere, la DCS 315 e la DCS 330, reflex digitali di livello professionale costruite dalla divisione Kodak Professional Imaging Solutions. Sono basate sul corpo della reflex APS Nikon Pronea 600i ed erano finalizzate ad avere un prezzo inferiore rispetto agli altri modelli del comparto Kodak DCS. La DCS 315 con 1,5 megapixel fu lanciata nel 1998, mentre la DCS 330 da 3 megapixel seguì nel 1999.
I due modelli avevano un sensore CCD di differente dimensione, ma entrambi erano più piccoli del formato 35mm o dell'APS-C con un fattore di crop di 2,6 per la 315 e di 1,9 per la 330 rispetto al 35mm.
Le modifiche apportate da Kodak alla Pronea 600i consistevano nella rimozione del dorso analogico per sostituirlo con quello digitale Kodak che non solo copriva la parte posteriore della fotocamera, ma si estendeva anche al di sotto di essa raddoppiandone circa l'altezza. Ciò si rendeva necessario per ospitare la grande scheda PC utilizzata per immagazzinare i file, le 6 batterie AA che alimentavano la fotocamera ed i circuiti di processamento dell'immagine. Il dorso Kodak era provvisto di due display: quello superiore a colori veniva utilizzato per guardare le foto scattate, mentre quello inferiore era un display LCD che serviva al settaggio della fotocamera.
Un filtro a infrarosso era montato subito dietro l'attacco per l'obiettivo in modo da poter essere facilmente rimosso per adattarvi certi obiettivi Nikkor, quali i IX-Nikkor progettati per il formato APS.
La DCS 315 era sostanzialmente più veloce della 330, dato che per ogni scatto servivano metà dei dati. La 315 inoltre permetteva la registrazione delle foto nel più piccolo formato JPEG mentre la 330 permetteva solo il salvataggio nei formati Kodak proprietari TIF e RAW.